# European Council of Skeptical Organisations
European Council of Skeptical Organisations (ECSO) är en paraplyorganisation för europeiska föreningar som förespråkar vetenskaplig skepticism.

## Mål
Organisationen grundades i septeber 1994 och har som mål att koordinera verksamheten hos europeiska organisationer som kritiskt granskar pseudovetenskap och paranormala påståenden.
Organisationens stadgar fastslår att man eftersträvar:
1. Att främja och försvara de högsta standarderna för vetenskaplig integritet och praxis inom forskning, utbildning, medicin och offentlig politik.
2. Att motsätta sig spridandet av påståenden och metoder, inklusive behandlingar, som inte stöds av, eller är oförenliga med, vetenskaplig kunskap och forskning, särskilt när dessa kan få negativa konsekvenser.
3. Att uppmuntra utförandet av kontrollerade tester och experiment på sådana påståenden och metoder, med en avsikt att visa allmänheten de bredare tillämpningarna av vetenskap och kritiskt tänkande. Detta gäller särskilt fenomen som vanligtvis identifieras som "paranormala" eller "pseudovetenskapliga". Inga påståenden, förklaringar eller teorier kommer dock att avvisas före en objektiv utvärdering.[1]

Stadgarna undertecknades av Amardeo Sarma (GWUP), Michael Howgate (UK Skeptics), Miguel Angel Sabadell (ARP), Paul Kurtz (CSICOP), Tim Trachet (SKEPP), Arlette Fougnies (Comité Para) och Cornelis de Jager (Stichting Skepsis).

## Organisationsstruktur
Föreningen har en styrelse som  består av elva medlemmar, där Pontus Böckman är ordförande, samt medlemsorganisationer från flera länder i Europa.

## European Skeptics Congress
Europeiska skeptikerkongresser (ESC), där skeptiska organisationer från många olika europeiska länder deltar, har hållits sedan 1989. Konferenserna hålls ofta i september månad och kan vara från två upp till fyra dagar. ECSO bildades vid det sjätte ESC den 25 september 1994 i Oostende, Belgien. Sedan starten har ECSO koordinerat organisationen av nya ESC som äger rum (i genomsnitt) vartannat år och som värdas av en annan medlemsorganisation varje gång. Skeptiska organisationer som inte är ECSO-medlemmar kan också skicka sina delegationer.